# 270
Évszázadok: 2. század – 3. század – 4. század
Évtizedek: 220-as évek – 230-as évek – 240-es évek – 250-es évek – 260-as évek – 270-es évek – 280-as évek – 290-es évek – 300-as évek – 310-es évek – 320-as évek
Évek: 265 – 266 – 267 – 268 –  269 – 270 – 271 – 272 – 273 – 274 – 275

## Események

### Római Birodalom
- Flavius Antiochianust és Virius Orfitust választják consulnak.
- A Pannóniát dúló vandálok ellen induló Claudius Gothicus császár megbetegszik és Sirmiumban meghal. Fivére, Quintillus megragadja a hatalmat, de őt a légiók nem ismerik el és helyette főparancsnokukat, Aurelianust kiáltják ki császárnak. Aurelianus legyőzi ellenfelét; Quintillus öngyilkos lesz vagy katonái megölik.
- Aurelianus kiűzi az Észak-Itáliában fosztogató vandálokat, juthungokat és szarmatákat.
- Germania Inferior provinciában a frankok elpusztítják Traiectum (ma Utrecht) városát, amely évszázadokig lakatlan marad.
- Zenobia palmürai királynő hadvezére, Zabdas elfoglalja és kifosztja Boszrát, Arabia Petraea fővárosát. Miután megszállta a provinciát, ősszel megtámadja és meghódítja Egyiptomot.
- A szakadár Gall Császárságban Augustodunum Haeduorum (ma Autun) városa visszatér Rómához. Victorinus gall császár hét hónapig ostromolja, majd miután elfoglalta, kifosztja és lerombolja a várost.
- Remete Szent Antal elvonul a pusztába.

### Perzsia
- Meghal I. Sápúr, a Szászánida Birodalom királya. Utóda fia, I. Hurmuz.

### Kína
- Vu, a Csin-dinasztia császára háborúra készül a Keleti Vu állam ellen, de el kell halasztania a hadjáratot, mert északon fellázadnak a vazallus hszienpej nomádok, valamint a Sanhsziban letelepedett hsziungnuk.

## Születések
- Március 15. – Szent Miklós
- Szent Szpiridon

## Halálozások
- II. Claudius Gothicus, római császár
- Quintillus római császár
- I. Sápúr, szászánida király
- Plótinosz, neoplatonista filozófus
- Csodatévő Szent Gergely, keresztény püspök
- Csungcshon kogurjói király

## Fordítás
- Ez a szócikk részben vagy egészben  a(z)   270 című német Wikipédia-szócikk ezen változatának fordításán alapul.  Az eredeti cikk szerkesztőit annak laptörténete sorolja fel. Ez a jelzés csupán a megfogalmazás eredetét és a szerzői jogokat jelzi, nem szolgál a cikkben szereplő információk forrásmegjelöléseként.